# ウィリアム・ハイスランド
ウィリアム・ハイスランド （William Hiseland、1620年8月6日 - 1732年2月7日）は、イギリスの兵士であり、イングランド内戦やマルプラケの戦いの最後の生存者またはスーパーセンテナリアンとして知られる。ハスランド（Hasland）、ヘーズランド（Haseland）と綴られることもある。後に英国の兵士と評判スーパーセンテナリアン。1709年、89歳とされる彼はマルプラケの戦いで戦い、フィールドで最年長の兵士であると信じられていた。彼はイングランド内戦最後の生存者になると主張し、1642年から1651年まで奉仕したとされた。